# Месје 89
Месје 89 (М89) је елиптична галаксија у сазвежђу Девица која се налази у Месјеовом каталогу објеката дубоког неба.
Деклинација објекта је + 12° 33' 22" а ректасцензија 12h 35m 39,9s. Привидна величина (магнитуда) објекта М89 износи 9,9 а фотографска магнитуда 10,9. Налази се на удаљености од 15,828 милиона парсека од Сунца. М89 је још познат и под ознакама NGC 4552, UGC 7760, MCG 2-32-149, CGCG 70-184, VCC 1632, PGC 41968.